# Gare de Brétigny
Ne doit pas être confondu avec Gare de Bretigny - Norges.
La gare de Brétigny est une gare ferroviaire française de la ligne de Paris-Austerlitz à Bordeaux-Saint-Jean, située sur le territoire de la commune de Brétigny-sur-Orge, dans le département de l'Essonne, en région Île-de-France.
Une première station est mise en service en 1843 par la Compagnie du chemin de fer de Paris à Orléans qui la remplace en édifiant la gare actuelle sur un autre site en 1865.
C'est une gare de la Société nationale des chemins de fer français (SNCF) desservie par les trains de la ligne C du RER.

## Situation ferroviaire
Établie à 77 mètres d'altitude, la gare de Brétigny est située au point kilométrique (PK) 31,331 de la ligne de Paris-Austerlitz à Bordeaux-Saint-Jean, entre les gares de Saint-Michel-sur-Orge et de Marolles-en-Hurepoix.
Gare de bifurcation, elle est également l'origine, au PK 31,331, de la ligne de Brétigny à La Membrolle-sur-Choisille, avant la gare de La Norville - Saint-Germain-lès-Arpajon.

Bifurcation et poste d'aiguillage C en 2013
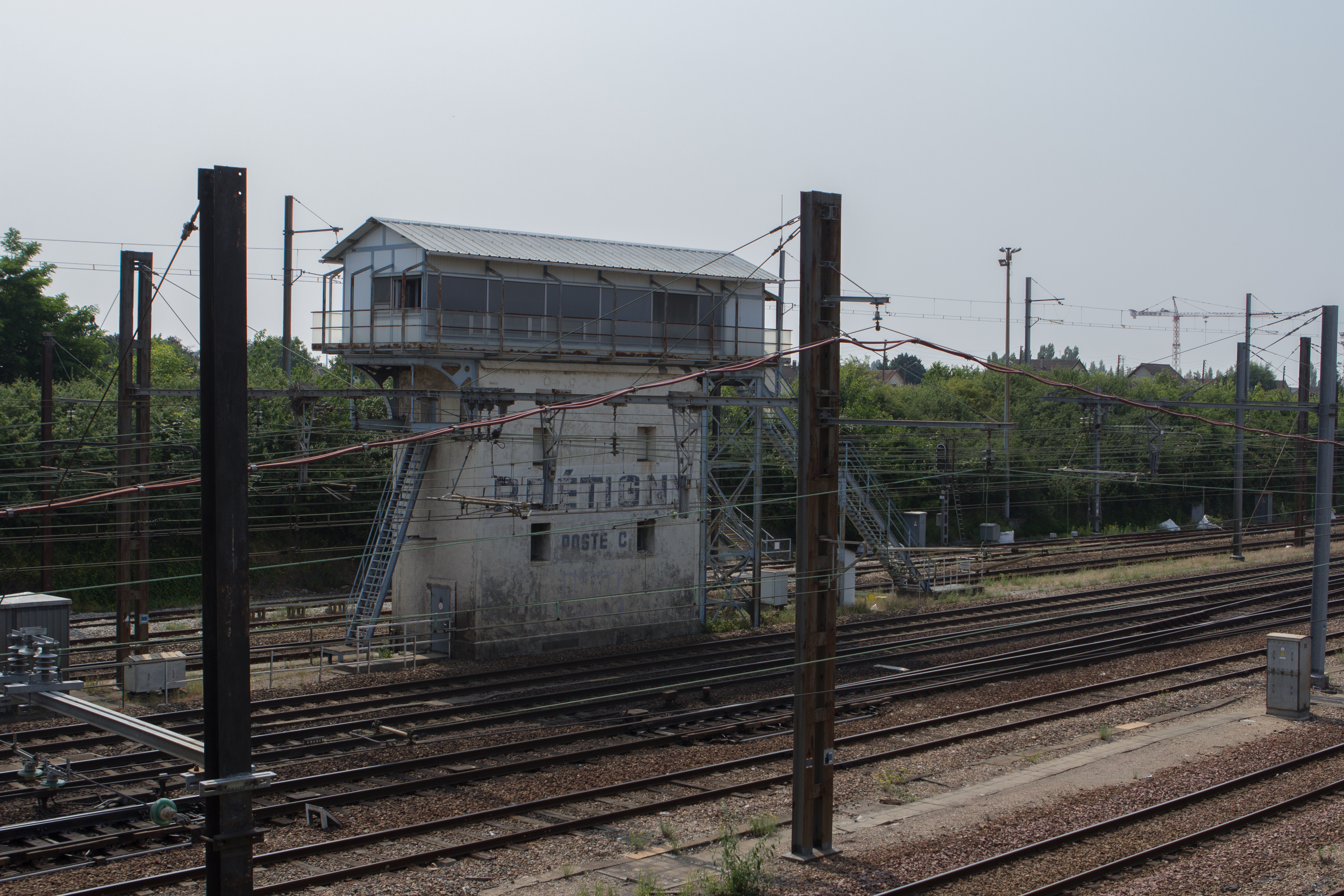
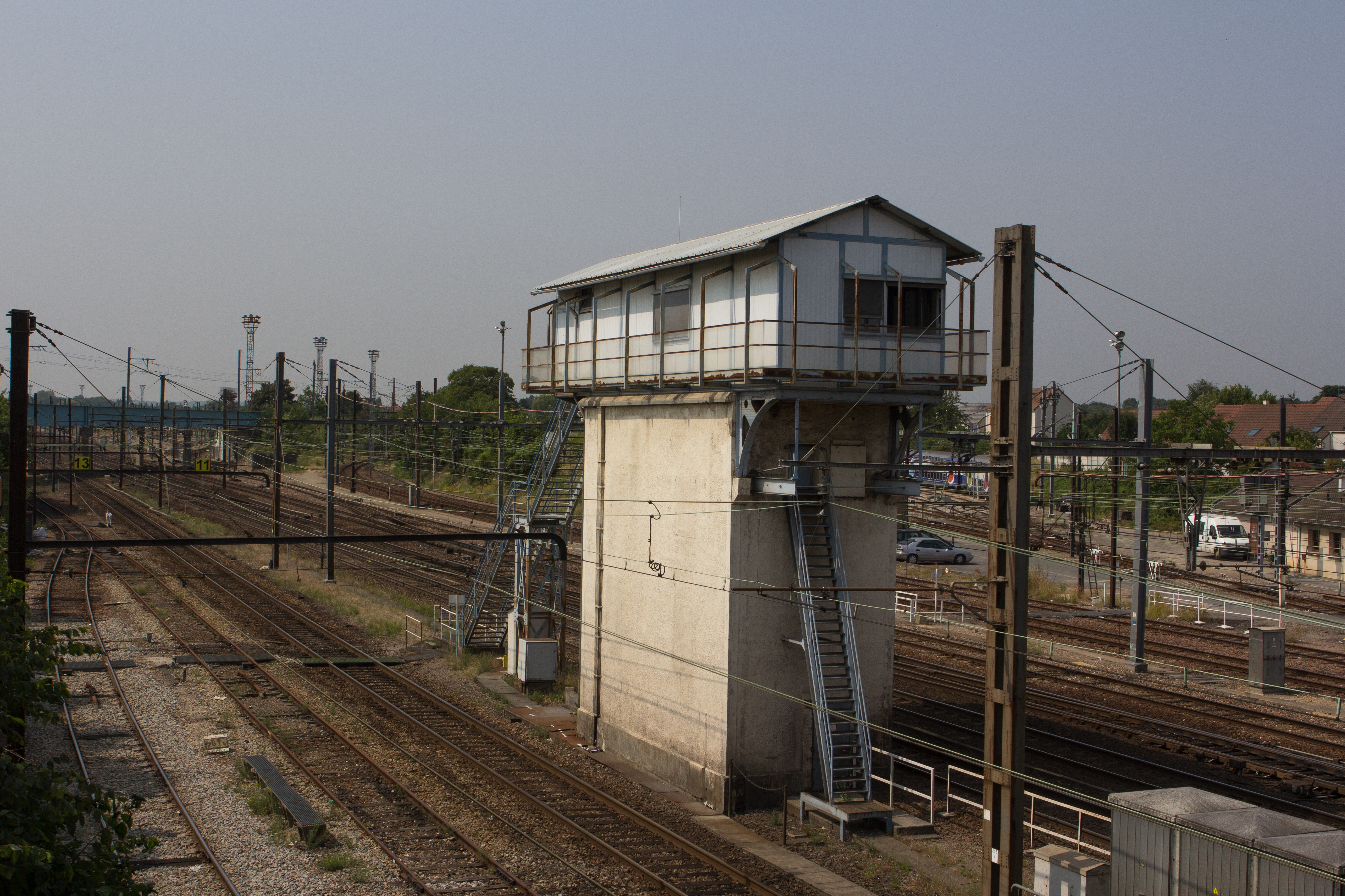

## Histoire

### Première gare (1843-1862)
La station de Brétigny est officiellement mise en service le 5 mai 1843 par la Compagnie du chemin de fer de Paris à Orléans, lorsqu'elle ouvre à l'exploitation les 102 kilomètres de sa ligne de Juvisy (Paris) à Orléans. 
La station est édifiée à l'extrémité des deux kilomètres de la tranchée dite « de Rosière et de Brétigny ». En 1853, pour Edmond Texier qui passe en train à la station, Brétigny est un lieu sans importance composé d'un village et de nombreux hameaux.
En 1858, la station « Bretigny » située à 31 kilomètres de la gare de départ, entre les stations de Saint-Michel et de Marolles, dessert un village de 823 habitants. 
Lors du déplacement de la station au point d'embranchement de la ligne de Tours, sa plate-forme est transformée en un dépôt de matériel.

Emplacement et bâtiment de la station
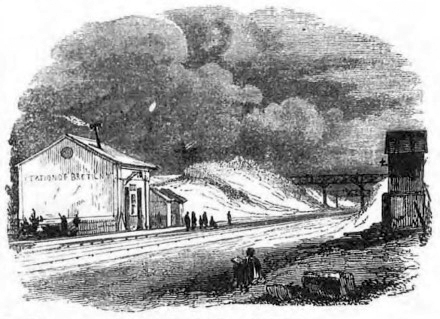
Dessin de Champin, 1845.
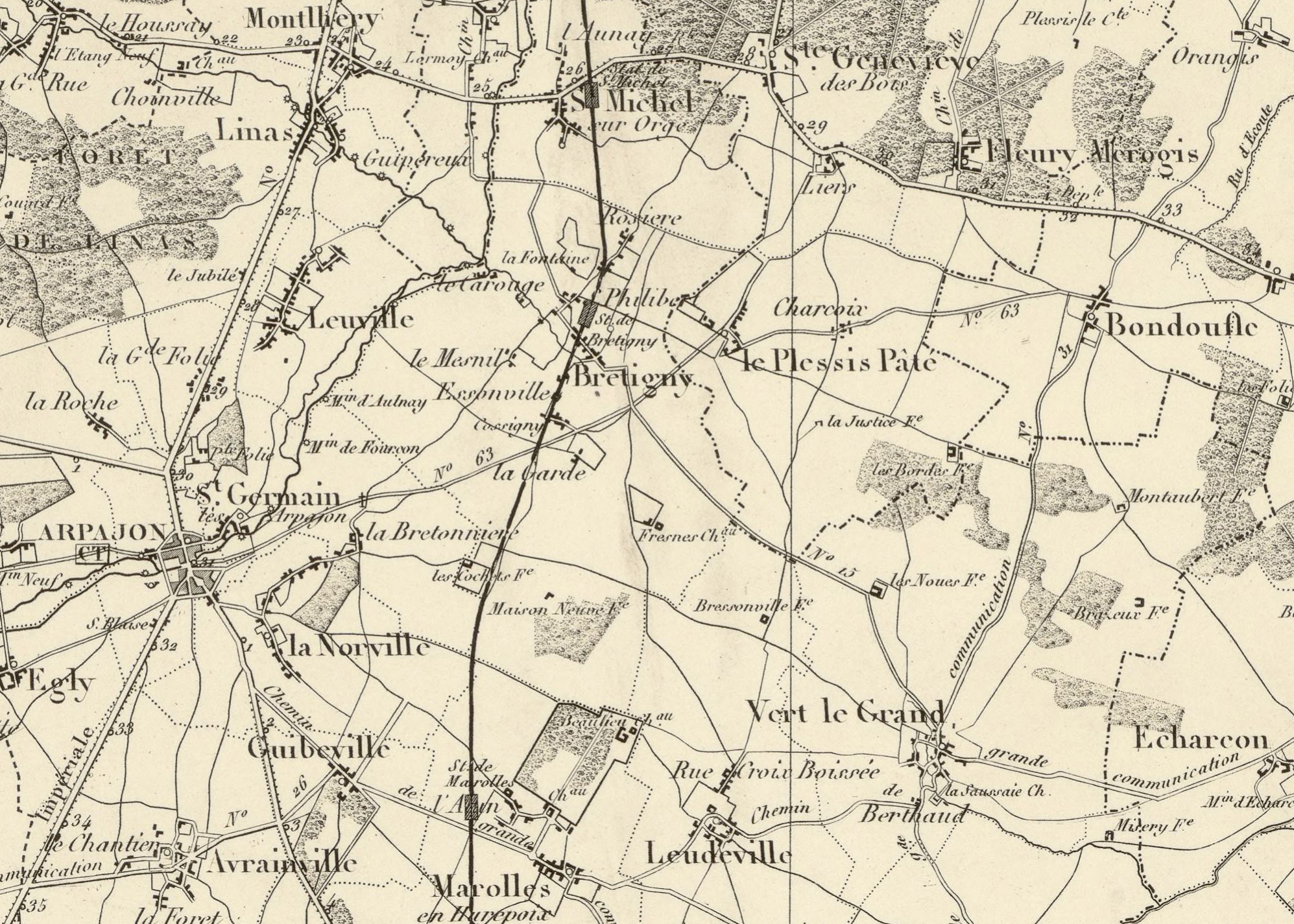
Carte 1835-1855.
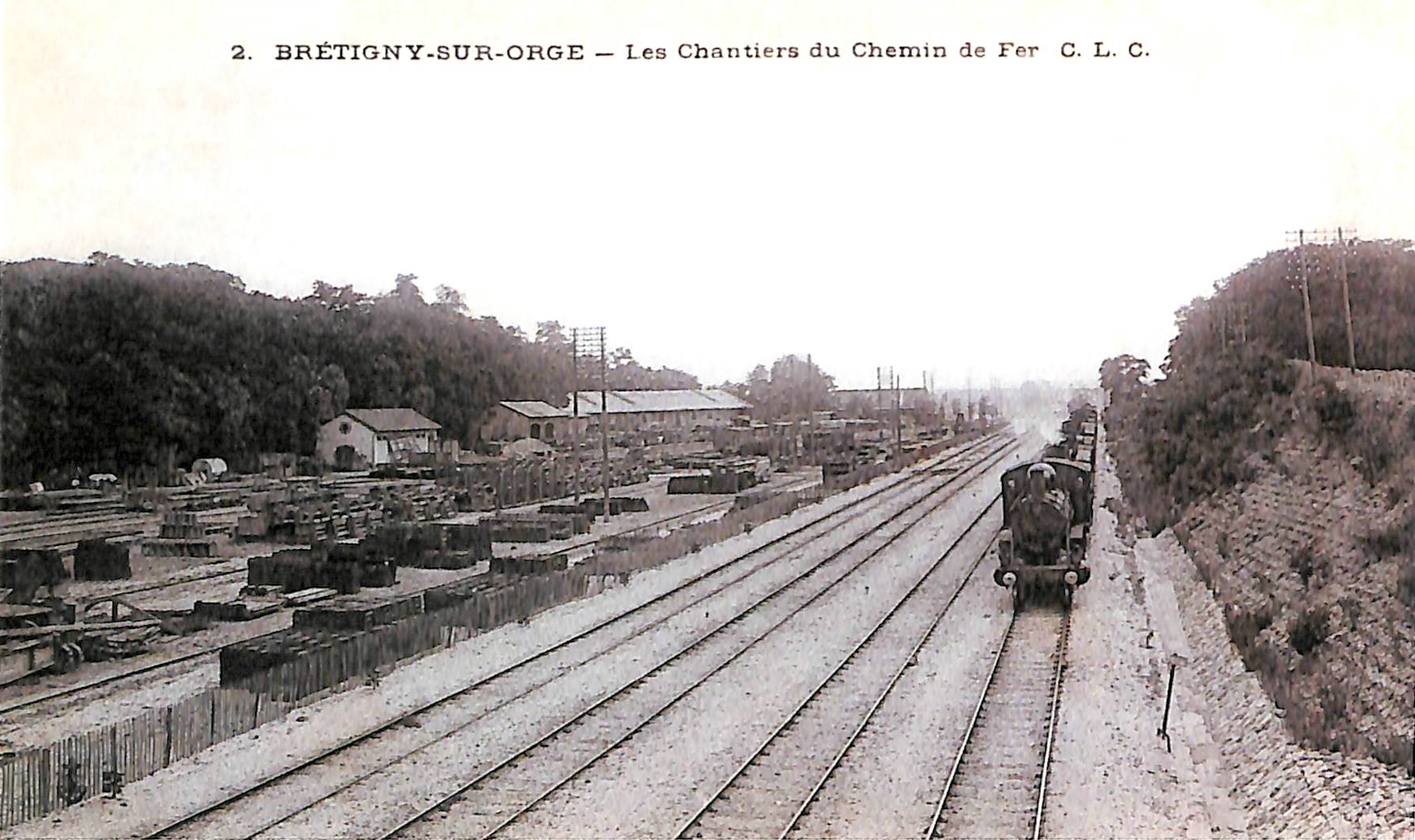
À gauche, le site en 1907.

### Deuxième gare (1862-1904)

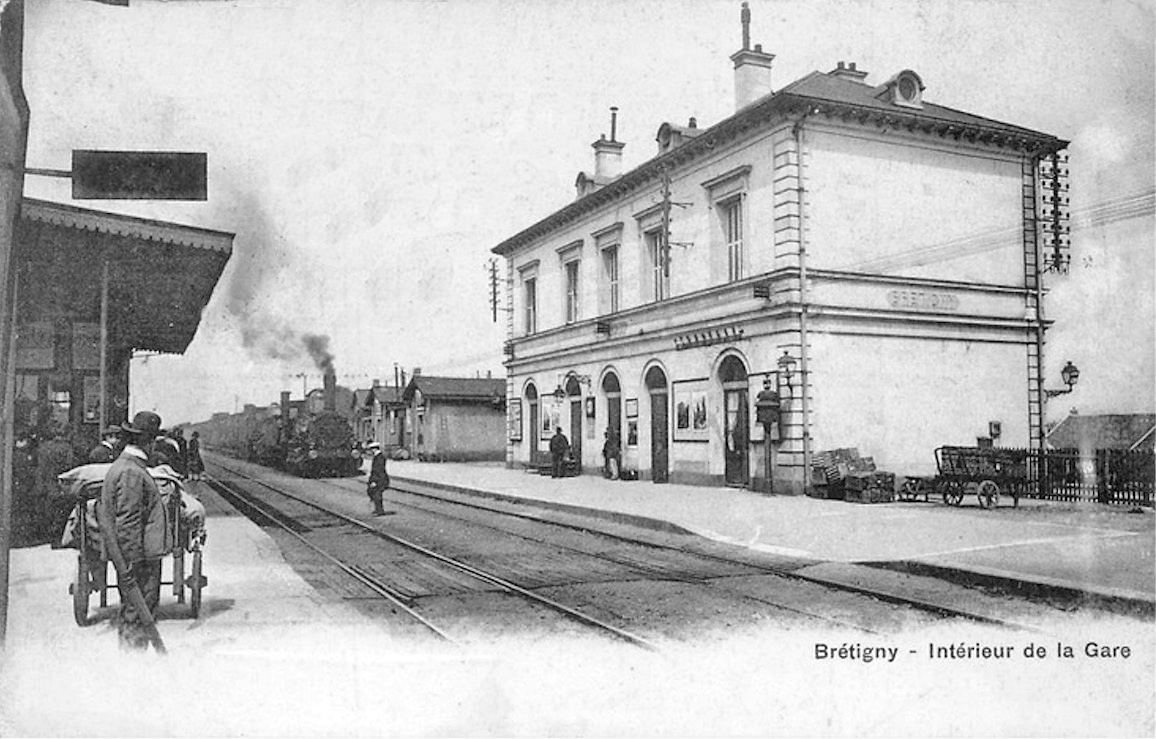
BV de 1862, photographié vers 1903.

L'emplacement choisi pour la construction de la nouvelle gare est situé plus au sud, au point kilométrique (PK) 31,295 ; la construction du nouveau bâtiment voyageurs débute en 1862.
L'ouverture de la ligne de Brétigny à La Membrolle-sur-Choisille a lieu le 28 décembre 1865.
En 1867, une prise d'eau est installée dans l'Orge pour pouvoir compenser l'agrandissement des réservoirs. L'année suivante, en 1868, Adolphe Joanne fait de nouveau figurer la station dans l'un de ses guides avec une descriptions plus étoffées qu'en 1858. La neuvième station, Brétigny, située à 3 kilomètres de la précédente, Saint-Michel, et à 40 km de Paris, dessert un village de 943 habitants. Elle est établie à « l'extrémité du plateau, dans un petit vallon arrosé par plusieurs ruisseaux tributaires de l'Orge ». En quittant la station, on trouve à droite l'embranchement de Tours par Vendôme.

### Troisième gare (depuis 1904)

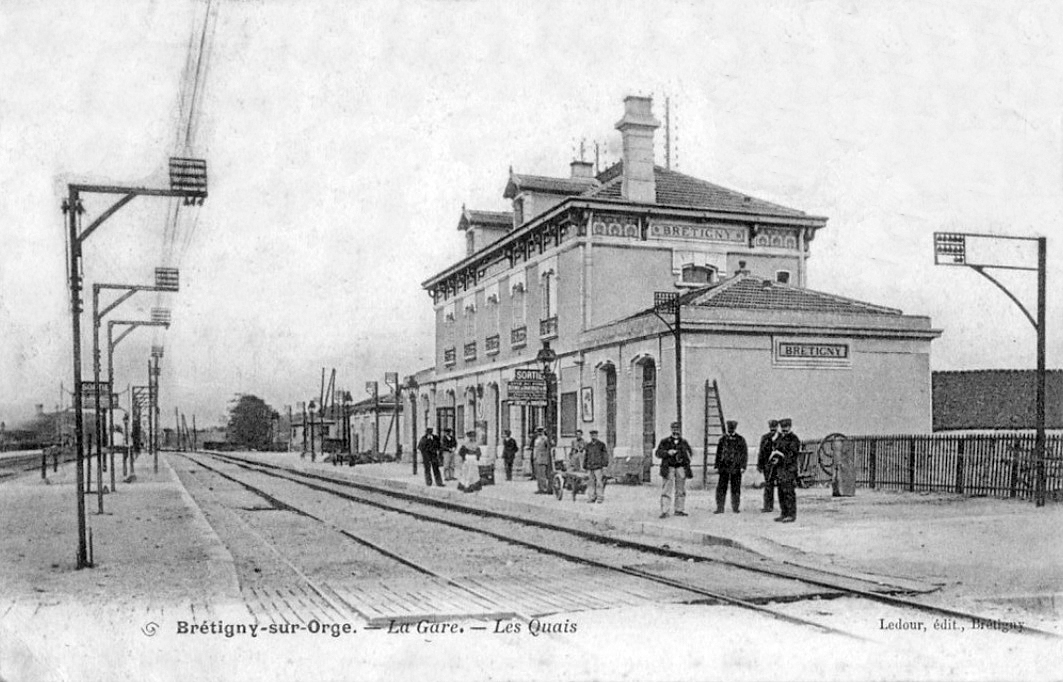
La gare vers 1905.

Le tronçon de Juvisy à Brétigny est mis à quatre voies en 1908, suivi du tronçon de Brétigny à Étampes en 1910.
En 1913, la gare de Brétigny dispose d'un faisseau de 18 voies de garages pour récupérer les trains n'ayant pas pu être traités sur le triage de Juvisy et la Compagnie a acheté des parcelles pour permettre un agrandissement au fur et à mesure des besoins. En 1916, un triage est installé en gare de Brétigny-sur-Orge pour soulager celui de Juvisy. Cette gare de triage permet de recevoir les trains de marchandises de la Grande Ceinture ne pouvant être traités à Juvisy. L'activité de la gare de triage périclite à la fin des années 1940 après la mise en service du triage de Villeneuve-Saint-Georges. En 1955, une augmentation du trafic fret ferroviaire redonne une certaine activité à la gare de triage de Brétigny et permet sa modernisation. Mais l'activité diminue à nouveau au cours des années 1960 ; les voies du triage ne seront utilisées alors que pour le garage des trains de banlieue.
La gare est intégrée, comme la ligne, dans la partie sud du RER C en 1979. Un passage souterrain est construit pour passer d'un quai à l'autre.
Du mois d'avril au mois de juin 2014, la façade de la gare est rénovée ainsi que l’intérieur de la gare : renouvellement des peintures et remplacement du carrelage et des portes et fenêtres. Une nouvelle marquise est installée sur la façade de la place Pierre-Vennin en remplacement de l'ancienne. Le quai abîmé par l'accident du 12 juillet 2013 est remis à neuf avec un nouvel abri filant et un ascenseur. Les escaliers pour accéder aux quais de la gare sont également refaits, et une nouvelle signalétique est installée sur les quais et dans la gare.

## Fréquentation
De 2015 à 2024, selon les estimations de la SNCF, la fréquentation annuelle de la gare s'élève aux nombres indiqués dans le tableau ci-dessous.
| Année     | 2015      | 2016      | 2017      | 2018      | 2019      | 2020      | 2021      | 2022      | 2023      | 2024      |
| --------- | --------- | --------- | --------- | --------- | --------- | --------- | --------- | --------- | --------- | --------- |
| Voyageurs | 6 360 502 | 6 615 476 | 6 638 324 | 6 622 680 | 6 654 818 | 3 240 166 | 5 104 301 | 5 496 901 | 5 849 583 | 6 450 745 |

## Services des voyageurs

### Accueil
Gare SNCF, elle dispose d'un bâtiment voyageurs ouvert tous les jours de 4 h à 1 h 30. Un guichet Transilien est disponible tous les jours de 5 h 50 à 12 h 50 et de 13 h 10 à 20 h 10.
Elle est équipée d'un système d'information sur les horaires des trains en temps réel, dans la gare, sur les quais et à l’extérieur de la gare, et d'automates pour l'achat de titres de transport Transilien et Grandes Lignes. Pour les personnes à la mobilité réduite (PMR), elle dispose d'un guichet adapté, de boucles magnétiques pour personnes malentendantes et de places de stationnement réservées.

### Desserte

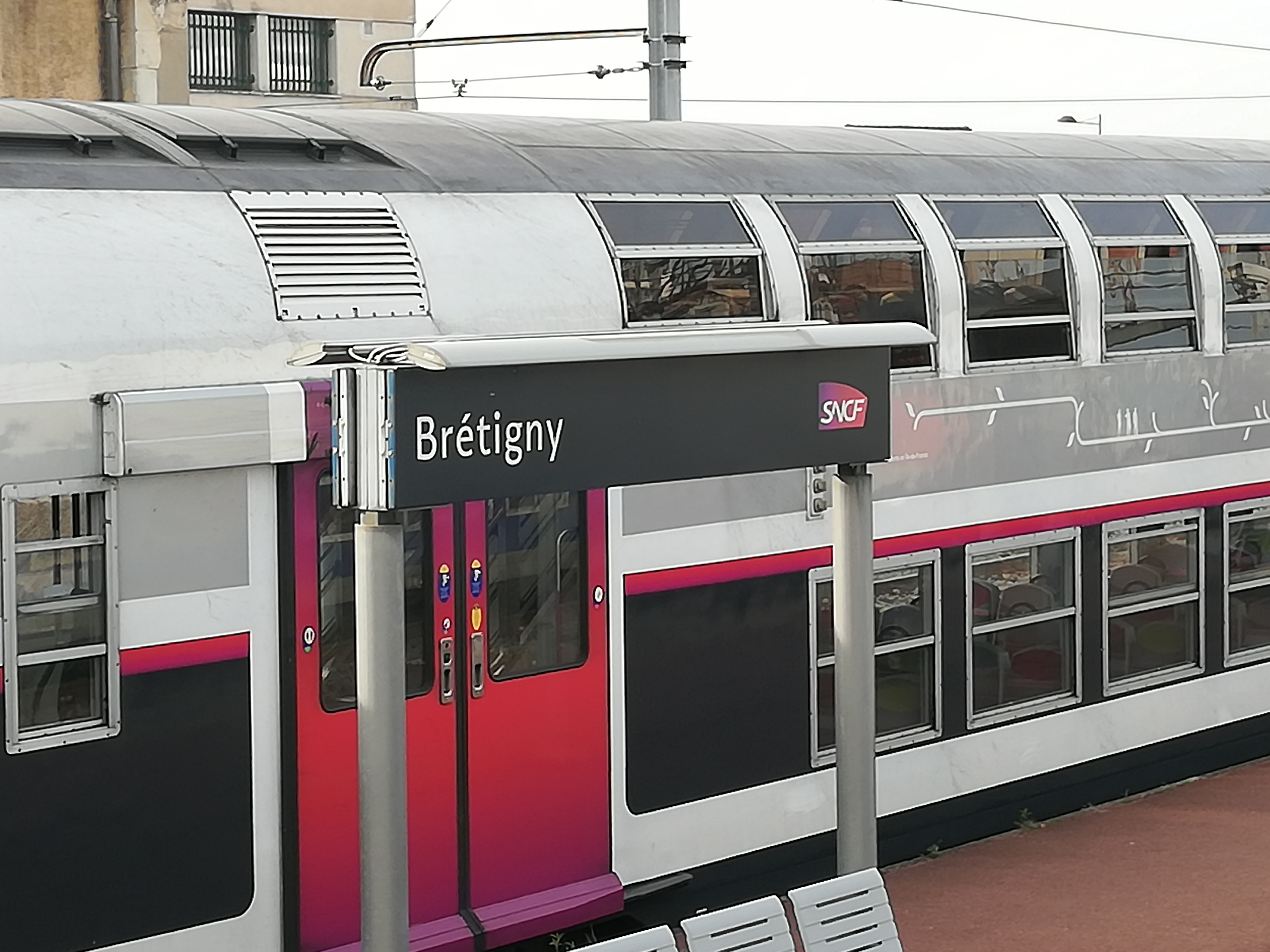
2019, desserte par un RER C.

La gare est desservie par les trains de la ligne C du RER.
De manière générale, elle est desservie par les trains en provenance des branches de Dourdan et d'Étampes, les premiers étant limités à Invalides, les seconds allant jusqu'à Saint-Quentin-en-Yvelines ; il en est de même dans le sens contraire.
Dans le détail, de nombreuses missions existent.
- En direction de Paris, la gare est desservie par des trains en direction de Pontoise(NARA, NICO), Chaville - Vélizy (KOBE), Invalides (LARA, LULU), Paris-Austerlitz (ZANI) et Saint-Quentin-en-Yvelines (SARA, SLOM, VETO).
- Dans l'autre sens, vers le sud, la gare est desservie par les trains en direction de Dourdan (DEBA, DELI), Dourdan - La Forêt (DEBO) et Saint-Martin-d'Étampes (ELBA, ELAO).

Elle constitue le terminus de certains trains aux heures de pointe (BALI, BOBA).

Voies, quais et desserte en 2010.
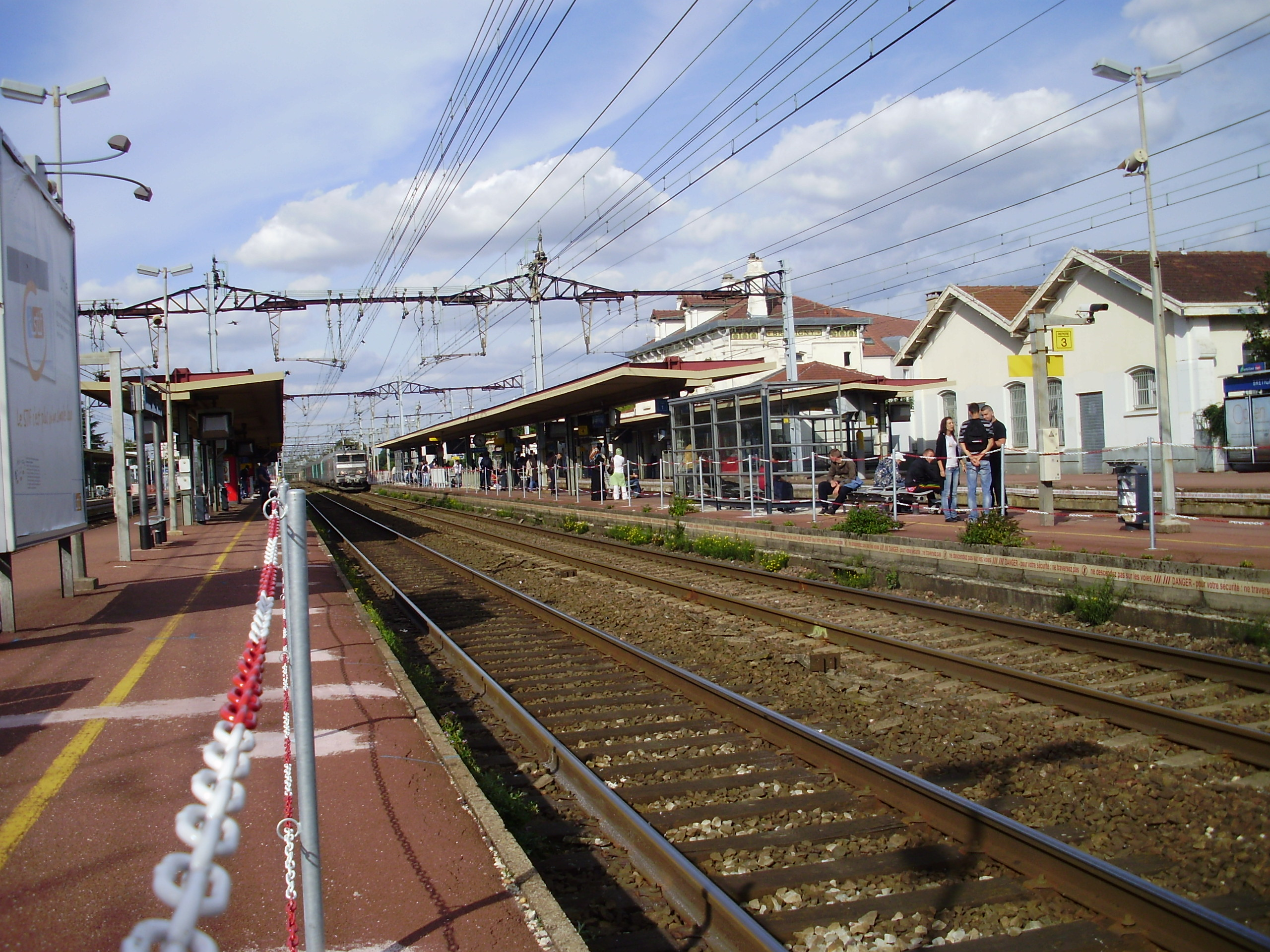
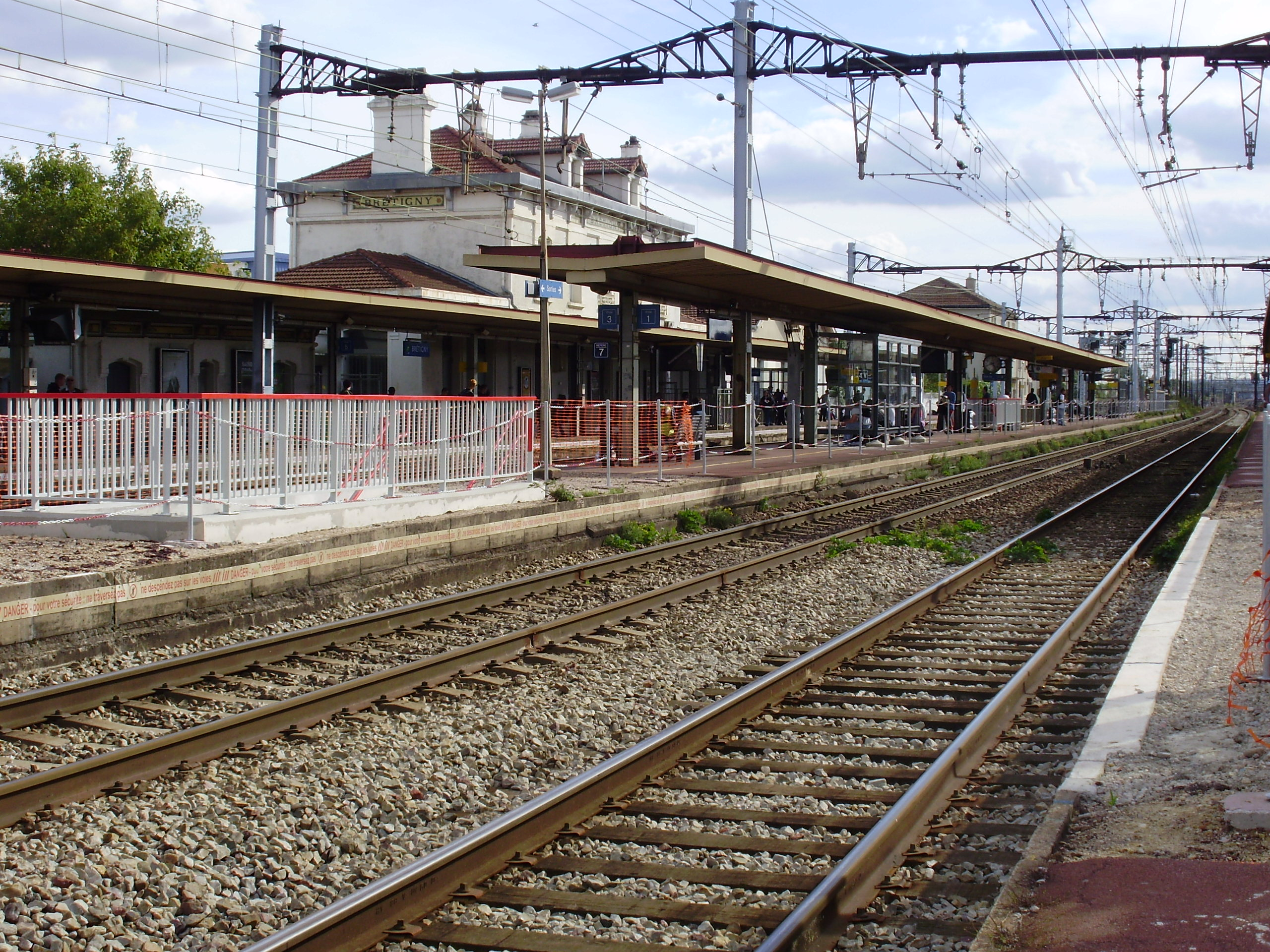
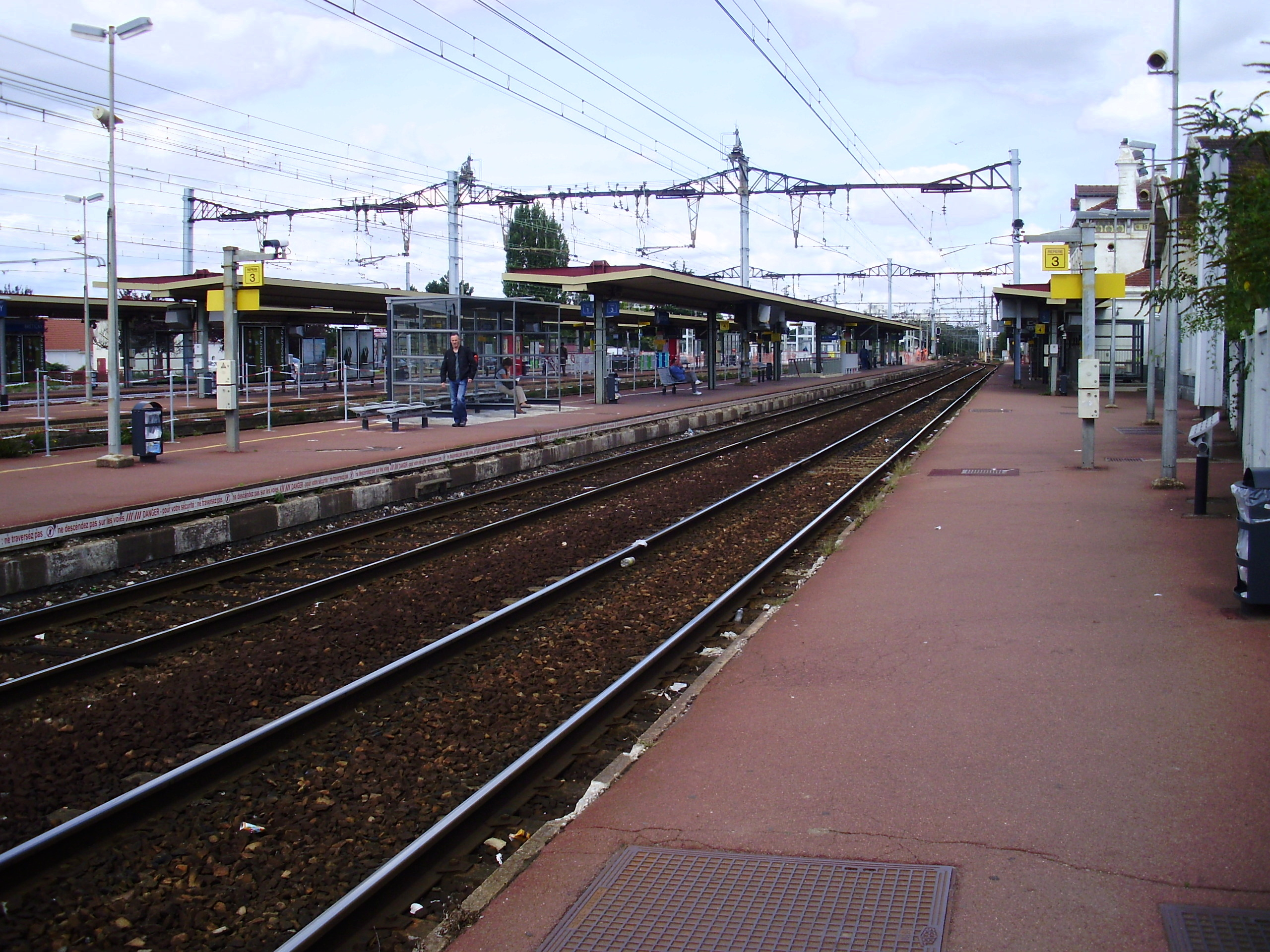

### Intermodalité
Un parc pour les vélos et d'un parking pour voitures de 500 places (payant) y sont aménagés.
La gare est desservie par : 
- les lignes 4504, 4530, 4531, 4532, 4533, 4534, 4535, 4536, 4538, 4539, 4542, 4543 et Soirée Brétigny du réseau de bus Cœur d'Essonne ;
- la ligne 4212 du réseau de bus Évry Centre Essonne ;
- les services de transport à la demande « Cœur d'Essonne 4591 », la ligne TàD 4301 du Réseau de bus Essonne Sud Est
- et, la nuit, par la ligne N131 du réseau Noctilien.

## Accident du 12 juillet 2013
Le 12 juillet 2013, un train Intercités effectuant la liaison de Paris-Austerlitz à Limoges-Bénédictins déraille en gare, provoquant plusieurs victimes. Le train s'est séparé en deux ; une partie est restée sur les rails, tandis que l'autre s'est renversée sur un quai de la gare.

Mémoire
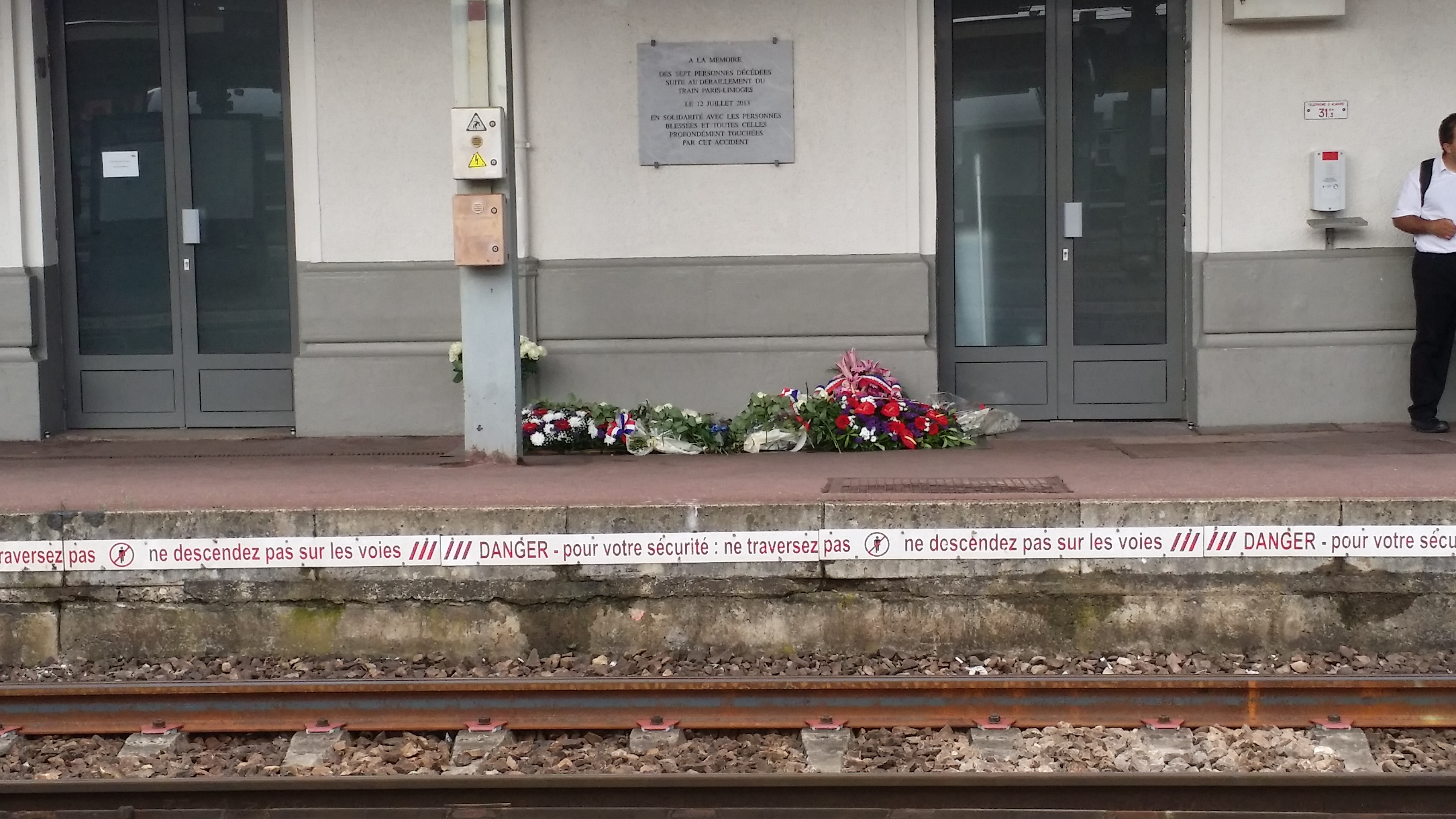
Commémoration.
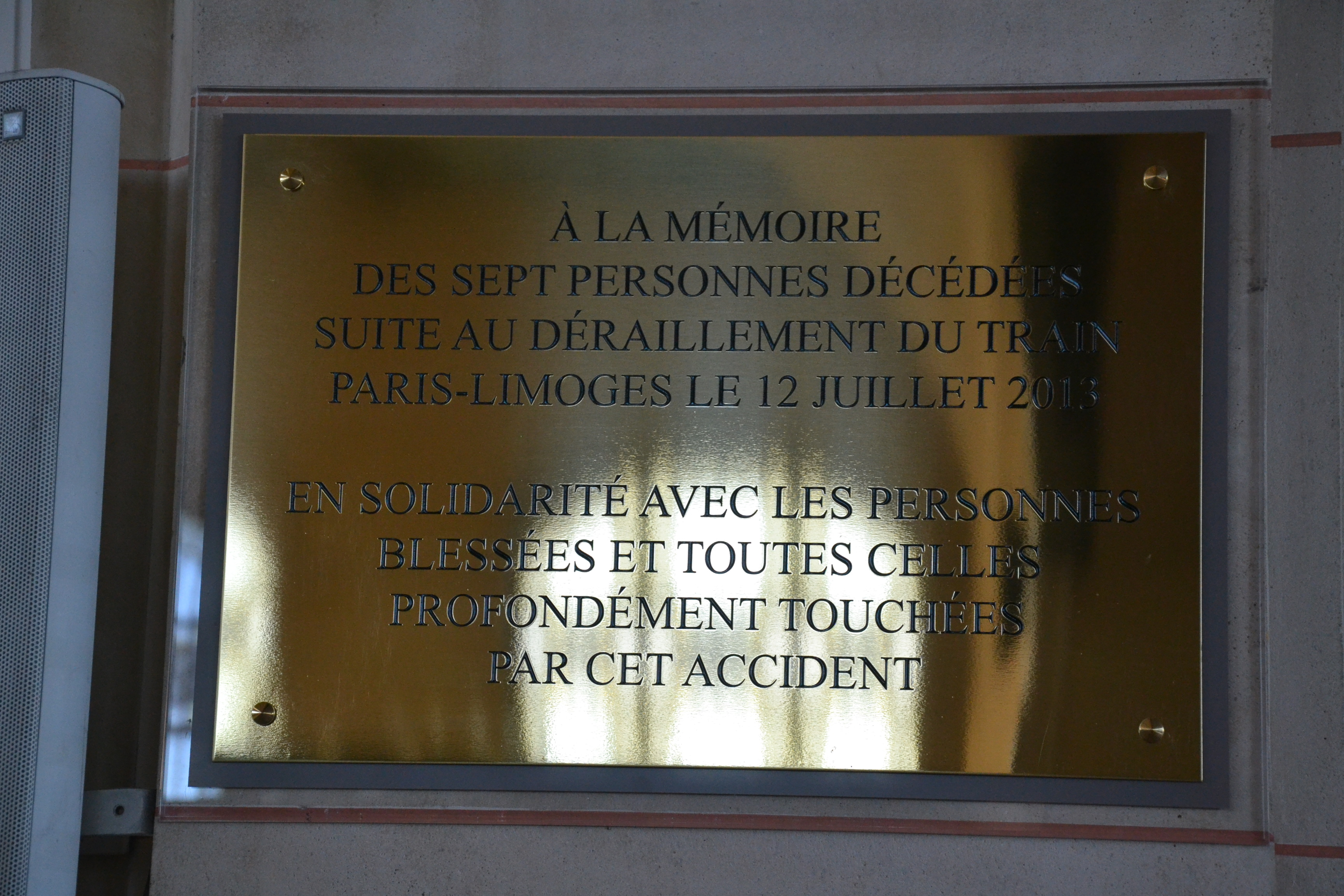
Plaque en gare de Limoges.

## Projets
Dans le cadre du projet de modernisation de la ligne C du RER, des études d'aménagement du nœud ferroviaire de Brétigny-sur-Orge sont en cours depuis 2011. Le projet consiste en la modernisation de voies, la création ou la modification de plusieurs ouvrages d’art, la modernisation des zones de garage du RER C et la fusion de quatre postes d’aiguillage existants en un seul,. Le calendrier du projet prévoit un démarrage des travaux en 2016, pour une réalisation complète à l'horizon 2020.
Le projet est mis en suspens durant une dizaine d’années avant de revenir dans l’actualité via une nouvelle concertation public début 2022. Les travaux d’aménagement du site doivent débuter en 2025.